# سن-آلکسی، کبک (قصبه)
سَن-آلِکسی (به فرانسوی: Saint-Alexis) قصبه‌ای در منطقه شهری مونکالم ناحیه لانودییر در استان کبک کانادا است. در سرشماری سال ۲۰۱۱ این قصبه ۸۳۳ نفر جمعیت داشته‌است و مساحت آن ۳۶٫۵۹ کیلومتر مربع است.